# 리듬 기타
리듬 기타(Rhythm guitar)는 기타리스트의 역할 분담이자 연주법이다. 보컬이나 다른 악기와 결합하여 리듬 부분을 제공한다.
밴드 내에 기타리스트가 둘인 경우 한 명이 리듬 기타, 다른 한 명은 리드 기타를 맡는 것이 일반적이다. 그러나 밴드의 성향에 따라 두 기타리스트가 역할을 공유하거나 똑같은 역할을 맡을 수도 있다.
밴드에 따라 코러스나 보컬을 맡기도 한다.

## 같이 보기
- 스틸 기타
- 존 레논